# Martin Patrick Durkin

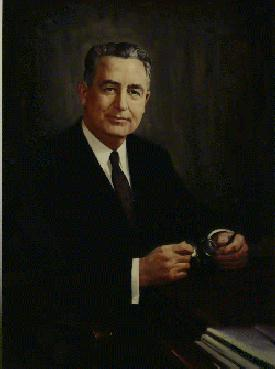
Martin Patrick Durkin

Martin Patrick Durkin (* 18. März 1894 in Chicago, Illinois; † 19. Januar 1955 in Washington, D.C.) war ein US-amerikanischer Politiker (Demokratische Partei) und zwischen dem 21. Januar 1953 und dem 10. September desselben Jahres 7. Arbeitsminister der Vereinigten Staaten.
Martin Patrick Durkin diente im Ersten Weltkrieg. Im Jahr 1921 heiratete er Anna H. McNicholas, mit der er drei Söhne hatte. 1953 gehörte er als Arbeitsminister kurzzeitig dem Kabinett Eisenhowers an.